# Владимир Гречић
Владимир Гречић (Лазница, код Жагубице, 1938.) српски је економиста и професор Економског Факултета Универзитета у Београду. 

## Биографија
Владимир Гречић, редовни професор Економског факултета Универзитета у Београду, рођен је 3. фебруара 1938. године у Лазници, код Жагубице, од оца Петра и мајке Станке рођене Војкић. Основну школу је завршио у Жагубици, а средњу економску школу у Пожаревцу. На Економском факултету Универзитета у Београду дипломирао је 1966, магистрирао 1970. а докторирао 1972. године, одбранивши дисертацију под насловом „Миграције радне снаге у Европи“.

## Научна каријера
У периоду 1966-1968. године, радио је у Социолошком институту Србије, у својству економисте и шефа рачуноводства.  У Институту за међународну политику и привреду у Београду радио као асистент и асистент истраживач (од 1968 до 1973), научни истраживач (1973-1976), у звању научног сарадника (1976-1981), у својству вишег научног сарадника (1981-1991) и научног саветника (од 1991 до 2006), те као помоћник (1984–1988) и заменик директора Института (1990–1997, 2001–2006).
У периоду 1985–1986. био је корисник Фулбрајтове стипендије у САД, на Питсбуршком универзитету, са задатком да истражи питања везана за српску дијаспору у Северној Америци, посебно у САД. Студијске боравке, по два месеца, на истом Универзитету, имао је и у 1978, 1980. и 1991. години. Студијске боравке користио је и у Холандији, Русији, Великој Британији, Канади, Аустралији, Мексику и Кини.
Од 1992. године предавао је Економију рада на Економском факултету Универзитета у Београду, најпре у трећинском, а потом у сталном радном односу, до одласка у пензију (2003). Звање ванредног професора стекао је 1995, а редовног професора 2000. године. Повремено, предавао и на другим факултетима и универзитетима у земљи и иностранству. Наиме, предавао је  Социологију на Медицинском факултету Универзитета у Београду, Економију рада на Војно техничкој академији у Београду, Економску дипломатију на Факултету за спољну трговину у Бијељини, а држао је предавања по позиву на Дипломатској академији Србије, на Питсбуршком универзитету и Витемберг универзитету САД, и на УНАМ универзитету у Мексику.
Био је експерт УН за миграције. Поље његовог интересовања биле су међународне миграције становништва,  особито миграције Срба, питања избеглица и сличне теме.
Kао помоћник и заменик директора за научни рад у Институту за међународну политику и привреду (16 година), био је и руководилац пројеката које је финансирало Министарство науке – у више циклуса. Руководиојеи низом других мањих пројектата, у својој дугогодишњој истраживачкој каријери. Реализовао је и неколико међународних пројеката, посебно, „Changing the Strategies: Current Migration Policy and Discourses in Serbia“, Good Luck! Migration Today: Vienna, 2010; Social Impact of Emigration and Rural-Urban Migration in Central and Eastern Europe, Brussels 2012; руководилац и коаутор на пројекту MigrationLawinSerbia који је рађен у организацији Универзитета из Брисела, а штампан од стране KluwerLawInternationalBV(2014. и 2016.).
Објавио је преко 200 научних радова и књига које се углавном баве питањем миграција становништва. Од тога на страним језицима 41 – на енглеском, француском, немачком и руском језику. Био је приређивач или уредник десет зборника радова. Члан је Уређивачког одбора Српске енциклопедије и уредник је стручне редакције за „исељеништво“ (коју издају САНУ и Матица Српска).
Редовни члан је Српске академије економских наука и Научног друштва економиста Србије, као и члан  Одбора САНУ за изучавање становништва. Био је члан Европског удружења института за развој (ЕАDI), Међународне асоцијације за истраживања (ISA), те Савета дијаспоре СРЈ (2001–2003). Био је члан редакције више националних  часописа. Учествовао је на осамдесетаk међународних и преко стотину домаћих научних скупова са рефератом, или као уводни референт.
Добитник је више признања, укључујући Повељу Матице исељеника Србије за допринос унапређењу веза државе Србије и наших људи у иностранству (2017).